# ルクセンブルク駅
ルクセンブルク駅(ルクセンブルク語: Gare Lëtzebuerg,フランス語: Gare de Luxembourg,ドイツ語: Bahnhof Luxemburg)はルクセンブルクの首都であるルクセンブルク市の南側にあるターミナル駅である。駅はルクセンブルク国鉄により運営されている。ルクセンブルク国内の鉄道交通の拠点で、ルクセンブルク国鉄のほとんどの路線の起終点になっている他、ベルギー、フランス、ドイツなど周辺国へ向かう列車のターミナルとして国際駅の役割も果たしている。2007年6月のLGV東ヨーロッパ線の開業によって、TGVによるネットワークが強化された。駅は、ルクセンブルクの中心部であるヴィル＝オート(Ville Haute)の約2km南に位置している。ルクセンブルク駅構内にはベルギー方面からやってくる50号線のためベルギーの電化方式の直流3000Vとルクセンブルクの電化方式である交流25000Vを切り替えることが出来る線がある。

## 歴史
最初の木造の駅舎は1859年に開業した。駅は、市街地から外れた場所であるペトリュス川の南側にドイツ連邦の要塞として作られている。市街地とは1861年のパセレル橋梁の開通によって結ばれ.、1867年のルクセンブルク危機により、ルクセンブルク市内の要塞が壊されると市街地は駅周辺にまで広がってきた。
1907年から1913年にかけて、初代の木造駅舎は鉄鋼業による高い経済成長によって近代的な駅舎に建て替えられた。
新しい駅舎はドイツ人建築家による、モーゼル・ネオバロック様式の建築様式でルクセンブルクでは主要な公共建築物である。ルクセンブルク駅はリベルテ通り(Avenue de la Liberté)の終端にあり、駅の堂々とした時計塔によって距離を知ることが出来る。

## 改良工事
2006年からルクセンブルク運輸省の後援によって、駅の大規模な改良工事が行われており2009年現在、新しい切符売り場、メインホール、プラットホームの拡張と新しいエレベーターと地下道の整備は完成している。これから先の計画は、駅構内の架線の張替え、2箇所のエスカレーターの整備、駅前広場や駅エントランスの整備などが予定されている。2011年には旅客ホールのガラスの整備と立体駐車場の整備が開始され、2012年に完成予定である。